# Depositphotos
Depositphotos è un'agenzia fotografica che opera con la tecnica e il modello microstock, rispetto al quale le fotografie d'archivio sono rese pubbliche con licenze prive di royalty. 
Fondata dal russo Dmitry Sergeev nel novembre del 2009 a Kiev, la società ha una sede a Fort Lauderdale, in Florida. Fornisce fotografie, immagini vettoriali, filmati d'archivio e articoli di fondo ad una clientela globale.
Il 27 luglio 2011, Depositphotos ha ricevuto il finanziamento di 1 milione di dollari da TMT Investments, società di venture capital quotata all'AIM di Londra, che ha contestualmente acquisito anche il 15% del capitale sociale risultante a seguito dell'operazione.
A marzo del 2013 è stata lanciata l'applicazione per iPhone e il sito Clashot, posizionandosi nel mercato diretto dei concorrenti come EyeEm e Foap.
Ad ottobre dello stesso anno è stata rilasciata la prima versione stabile di Clashot per iOS e Android.